# ادار (آوج)
ادار یک روستا در ایران است که در دهستان حصار ولیعصر واقع شده‌است. ادار ۳۸۸ نفر جمعیت دارد.